# Filippo Casoni
Filippo Casoni (ur. 6 marca 1733 w Sarzanie, zm. 9 października 1811 w Rzymie) – włoski kardynał.

## Życiorys
Był synem hrabiego Leonardo Casoniego i Maddaleny Promontorio. Studiował na Sapienzy, gdzie 2 stycznia 1767 uzyskał stopień doktora utroque iure. Trzy tygodnie później został referendarzem Najwyższego Trybunału Sygnatury Apostolskiej. W latach 1785–1790 był wicelegatem w Awinionie i Venaissin. Następnie został zmuszony opuścić Francję i powrócić do Rzymu, lecz został ponownie wicelegatem w Nicei i honorowym protonotariuszem apostolskim.
21 lutego 1794 został wybrany arcybiskupem tytularnym Perge, a 4 maja przyjął sakrę. W tym samym roku mianowano go także nuncjuszem w Hiszpanii, którym pozostał do 1801. 23 lutego 1801 został kreowany kardynałem prezbiterem i otrzymał kościół tytularny S. Mariae Angelorum in Thermis. W czerwcu 1806 został sekretarzem stanu i pozostał nim do lutego 1808. Od 1807 przez roczną kadencję był także kamerlingiem Kolegium Kardynałów.